# Curdin Furrer
Curdin Furrer (* 21. März 1991) ist ein ehemaliger Schweizer Unihockeyspieler und jetziger Präsident von Chur Unihockey.

## Karriere

### Verein
Furrer begann seine Karriere beim Chur Unihockey, bei welchen er während der Saison 2008/09 in der höchsten Schweizer Liga debütierte. Er stand bis zum Frühjahr 2012 bei den Churern unter Vertrag.
Aufgrund seines Studiums in Bern wechselte er auf die Spielzeit 2012/13 zu den Bern Capitals. 
Nach nur einem Jahr verliess er das Team aus der Hauptstadt wieder. Er unterschrieb einen Einjahresvertrag mit Option bei den Unihockey Tigers. Mit den Tigers konnte er sich am Ende der Saison zum Vizemeister küren lassen, da der Final gegen den SV Wiler-Ersigen verloren ging. Nach der Saison wurde sein Kontrakt verlängert. 2015 stand er mit den Tigers im Final des Schweizer Cup. Dieser ging gegen den UHC Alligator Malans mit 5:3 verloren.
Am 8. Mai 2017 gab Chur Unihockey die Rückkehr von Furrer in die Kantonshauptstadt bekannt. Ende der Saison 2017/18 gab Furrer seinen Rücktritt aus dem Spitzensport bekannt. Doch er blieb dem Verein treu und wurde im Sommer gleichen Jahres zum jüngsten Präsidenten in der Vereinsgeschichte gewählt.

### Nationalmannschaft
2017 debütierte unter David Jansson in der Schweizer Unihockeynationalmannschaft bei der Euro Floorball Tour. Er kam in drei Partien zum Einsatz. Er parierte 12 Schüsse, musste allerdings sechs Mal hinter sich greiffen.